# Сайнино
 Сайнино  — село в Дубёнском районе Мордовии в составе Кабаевского сельского поселения.

## География
Находится на расстоянии примерно 13 километров по прямой на восток-северо-восток от районного центра села Дубёнки.

## История
Известно с 1863 года как удельная деревня, когда здесь было учтено 47 дворов

## Население
| 2002 | 2010 |
| ---- | ---- |
| 143  | ↘97  |

Постоянное население составляло 143 человек (мордва-эрзя 98 %) в 2002 году, 97 в 2010 году.